# 桜井美代子
桜井 美代子（さくらい みよこ）は、1990年代初頭に活躍したお菓子系アイドルである。

## 概要
橋本久美、北川あかね、小泉あかね、神代さくら名義でも活動した。生年月日には1976年12月3日、1976年12月20日、1977年、1981年12月5日など資料により複数の表記がある。
1994年、高野和美・宮内麻美・真田美伽とともに一般に「秘密の修学旅行」の題で知られるヘアヌード・セミヌード写真集『美少女4人の林間学校』を撮影。しかしこの写真集は出版されず、かわりに同写真集から抜き出された一部カットが雑誌「すッぴん」（英知出版）のグラビアなどで公開された。また一時期、テレホンカードに5万円以上のプレミアがついていた。
漫画好きでコミックマーケットにコスプレイヤーとしても参加していた時期があり1999年にヴェルファーレで行われた『デ・ジ・キャラット』の声優オーディション最終選考に参加、優秀賞を受賞。その後、2000年頃に漫画家と結婚し（雑誌「Bejeans」より）以降「桜井美代子」としての活動は行っていない。

## 雑誌
- Cream 1994年1月号
- クリーム写真集 制服の少女たち（1994年7月1日）